# تشارلز جون أوستن
اللواء بحري تشارلز جون أوستن (23 يونيو 1779 – 7 أكتوبر 1852)، ضابط في البحرية الملكية خدم خلال الثورة الفرنسية والحروب النابليونية وما بعدها، وارتقى في النهاية إلى رتبة فريق بحري. حاصل على وسام الحمام. وهو الشقيق الأصغر للروائية جين أوستن.

## العائلة والنشأة
وُلد تشارلز في 1779، وهو الابن السادس والأصغر للقس جورج أوستن. انضم أيضًا شقيقه الأكبر السير فرانسيس أوستن إلى البحرية ووصل إلى رتبة أدميرال الأسطول. كانت شقيقتهم الروائية الشهيرة جين أوستن. التحق تشارلز بالأكاديمية الملكية البحرية في يوليو 1791، وبحلول سبتمبر 1794 أصبح ضابطًا بحريًا على متن إتش إم إس ديدالوس. خدم لاحقًا على متن إتش إم إس يونيكورن وإتش إم إس إنديميون. أثناء خدمته على اليونيكورن، ساعد أوستن في الإمساك بالسفينة الشراعية الهولندية ذات الـ 18 مدفعًا، كوميت، والفرقاطة الفرنسية ذات الـ 44 مدفعًا، تريبيون، وسفينة النقل الفرنسية فيل دو لوريان.
بعد انتقاله إلى إنديميون ساعد في الحملة على هيليفوتسلاوس الهولندية والسفينة الخطية بروتوس. ونتيجة للمعركة الأخيرة ترقى أوستن إلى رتبة ملازم في 13 ديسمبر 1797، وعُين على إتش إم إس سكوربيون. كان على متن سكوربيون لفترة طويلة بما يكفي ليكون حاضرًا في الإمساك بالسفينة الشراعية الهولندية كورير، بعد ذلك انتقل إلى اتش إم إس تامار. على متن تامار شارك أوستن كثيرًا في الهجمات والاشتباكات مع زوارق المدفعية والسفن المسلحة في الجزيرة الخضراء. عاد إلى إنديميون في أبريل 1900. في أحد المرات انطلق في قارب صغير خلال عاصفة مع أربعة رجال آخرين فقط، ونجح في الإنزال والسيطرة على السفينة ذات الـ18 مدفعًا، سكوربيو، وعلى متنها 149 رجلًا. استمر في السيطرة عليها حتى اليوم التالي عندما تمكنت إنديميون في إكمال السيطرة عليها. بعد استمرار خدمته الحسنة تحت قيادة العقيد تشارلز باجيت، رقت القوات البحرية أوستن إلى رتبة مقدم وتولى قيادة الحراقة إتش إم إس إينديان في 10 أكتوبر 1804.

## القيادة
قضى أوستن السنوات الخمس اللاحقة في الخدمة في محطة أمريكا الشمالية، قبل ترقيته إلى رتبة عقيد في 10 مايو 1810 عندما مُنح قيادة إتش إم إس سويفتشور ذات الـ 74 مدفعًا، والتي كانت سفينة القيادة للسير جون بورلاس وارين. انتقل أوستن مرة أخرى في سبتمبر التالي، ليلتحق بإتش إم إس كليوباترا. بين نوفمبر 1811 وسبتمبر 1814 خدم أوستن كقائد لإتش إم إس نامور، المرتكزة في نور وترفع علم السير توماس ويليامز. ثم مُنح قيادة الفرقاطة ذات الـ 36 مدفعًا، إتش إم إي فيونيكس وبعد اندلاع أعمال القتال مع فرنسا، أُرسل أوستن إلى قيادة الأسطول مع إتش إم إس أونداونتيد وإتش إم إس جارلاند لإغراق أسطول نابليون الذي اشتُبه في كونه حرًا في البحر الأدرياتيكي. بعد استسلام نابولي كان أوستن نشطًا في حصار برينديزي. أرسله اللورد إكسيموس بعدها للبحث عن الأسطول الفرنسي، ولكن مع نهاية الحرب مع فرنسا في فترة التدخل حوّل اهتمامه نحو القضاء على القرصنة في المنطقة. نجح في الإمساك بسفينتين للقراصنة في ميناء بافوس، ولكن الكارثة قد وقعت عند غرق فيونيكس في سميرنا في 20 فبراير 1816 بسبب جهل ربانها.